# The Story of Esther Costello
A The Story of Esther Costello 1957-ben bemutatott brit filmdráma, amelyet David Miller rendezett. A forgatókönyvet Nicholas Montsarrat azonos című regénye alapján Charles Kaufman készítette. A főbb szerepekben Joan Crawford, Rossano Brazzi és Heather Sears. 

## Szereplők
| Szerep                         | Színész         |
| ------------------------------ | --------------- |
| Margaret Landi                 | Joan Crawford   |
| Carlo Landi                    | Rossano Brazzi  |
| Esther Costello                | Heather Sears   |
| Harry Grant                    | Lee Patterson   |
| Frank Wenzel                   | Ron Randell     |
| zárdafőnöknő                   | Fay Compton     |
| Paul Marchant                  | John Loder      |
| Devlin atya                    | Denis O’Dea     |
| Ryan                           | Sid James       |
| matróna a művészeti galériában | Bessie Love     |
| Mr Wilson                      | Robert Ayres    |
| Susan North                    | Sally Smith     |
| Esther Costello gyerekként     | Janina Faye     |
| Jennie Costello                | Maureen Delaney |
| Signor Gatti                   | Victor Rietti   |
| férfi a bárban                 | Wilfred Bramble |

## Fontosabb díjak és jelölések
| Esemény                                   | Díj                | Kategória                                   | Eredmény |
| ----------------------------------------- | ------------------ | ------------------------------------------- | -------- |
| 11. BAFTA-gála                            | BAFTA-díj          | Legjobb brit női főszereplő – Heather Sears | Elnyerte |
| 11. BAFTA-gála                            | BAFTA-díj          | Legjobb brit forgatókönyv                   | Jelölve  |
| 15. Golden Globe-gála                     | Golden Globe-díj   | Legjobb női mellékszereplő – Heather Sears  | Jelölve  |
| 1957-es Velencei Nemzetközi Filmfesztivál | Arany Oroszlán díj | Arany Oroszlán díj                          | Jelölve  |